# Внутренняя подвздошная вена
Внутренняя подвздошная вена (лат. vena iliaca interna) — кровеносный сосуд, начинающийся около большого седалищного отверстия и направляющийся вверх, лежа чуть медиальнее и сзади одноименной артерии на боковой стенке малого таза. Внутренняя подвздошная вена соединяется с наружной подвздошной веной, формируя крупный бесклапанный сосуд — общую подвздошную вену. Клапанов вена обычно не имеет.

## Притоки
Внутренняя подвздошная вена имеет париетальные и висцеральные притоки, большинство из последних также не имеет клапанов. Париетальные вены клапаны имеют.

### Париетальные
1. Латеральные крестцовые вены (лат. vv. sacrales laterales) парные;
2. Верхние и нижние ягодичные вены (лат. vv. gluteales superiores et inferiores) парные;
3. Запирательные вены (лат. vv. obturatoriae) парные;
4. Подвздошно-поясничная вена (лат. v. iliolumbalis) непарная.

### Висцеральные
1. Крестцовое венозное сплетение (лат. plexus venosus sacralis);
2. Предстательное венозное сплетение (у мужчин) (лат. plexus venosus prostaticus) окружает предстательную железу и семенные пузырьки. Также в сплетение впадают глубокая дорсальная вена полового члена, глубокие вены полового члена, задние мошоночные вены;
3. Влагалищное венозное сплетение (у женщин) (лат. plexus venosus vaginalis) окружает влагалище и уретру, сверху переходя в венозное сплетение матки;
4. Мочепузырное венозное сплетение (лат. plexus venosus vesicalis);
5. Прямокишечное венозное сплетение (лат. plexus venosus rectalis)[3].

## Отток крови
Венозная кровь от органов малого таза, копчика и крестца оттекает во внутреннюю подвздошную вену.